# Turn Around (canción de Conor Maynard)
«Turn Around» es una canción del cantante británico Conor Maynard de su álbum debut, Contrast (2012). La canción cuenta con la voz del ganador del Premio Grammy el cantante, compositor, productor discográfico, bailarín y actor estadounidense de R&B Ne-Yo. Fue lanzado como el tercer sencillo del álbum en formato digital el 8 de octubre de 2012. La canción fue escrita por Mikkel S. Eriksen, Tor Erik Hermansen, Benjamin Levin, Shaffer Smith y producido por Stargate, Benny Blanco y J. Plan.

## Vídeo musical
Un vídeo musical para acompañar el lanzamiento de "Turn Around" fue lanzado primero en YouTube el 9 de septiembre de 2012 a una longitud total de cuatro minutos y tres segundos. Fue filmado en Los Ángeles, California. Fue dirigido por Colin Tilley.

## Recepción de la crítica
Corner Lewis del blog Digital Spy dio a la canción una revisión positiva afirmando:

"Date la vuelta, abre los ojos / Mírame ahora / Date la vuelta, chica te tengo a ti / No se va a caer" promete su (esperemos que más aprecia) nuevo galán en una mezcla de riffs de piano Italo eufóricos y estimulación ritmos house, todos dignos del aire que llame la muestra en el video musical. Con su mentor y amigo Ne-Yo uniéndose a él en la canción y otro hit pop que añadir a su colección de florecimiento, estamos seguros de que se deshizo de forma segura a través de Internet seguirá siendo en el pasado de Conor. .

## Lista de canciones
| Descarga digital |               |          |  |
| N.º              | Título        | Duración |  |
| 1.               | «Turn Around» | 3:53     |  |

| Digital Remixes EP |                                       |          |  |
| N.º                | Título                                | Duración |  |
| 1.                 | «Turn Around»                         | 3:53     |  |
| 2.                 | «Turn Around (DADA Edit)»             | 3:52     |  |
| 3.                 | «Turn Around (Dave Aude Radio)»       | 4:05     |  |
| 4.                 | «Turn Around (Marc MacRowland Remix)» | 5:02     |  |
| 5.                 | «Turn Around (The Arcade Remix)»      | 3:59     |  |
| 6.                 | «Starships (BBC Live Versión)»        | 3:22     |  |

## Créditos y personal
- Voz principal – Conor Maynard
- Productores – Stargate, Benny Blanco, Plan J
- Letras – Mikkel S. Eriksen, Tor Erik Hermansen, Benjamin Levin, Shaffer Smith
- Sello: Parlophone

## Posicionamiento en listas
| Lista (2012)                                | Máxima posición |
| ------------------------------------------- | --------------- |
| Alemania (Offizielle Deutsche Charts)       | 76              |
| Australia (ARIA)                            | 44              |
| Bélgica (Flandes) (Ultratop 50)             | 38              |
| Bélgica (Valonia) (Ultratip Bubbling Under) | 18              |
| Dinamarca (Tracklisten)                     | 33              |
| Estados Unidos (Bubbling Under Hot 100)     | 10              |
| Estados Unidos (Hot Dance Club Songs)       | 7               |
| Estados Unidos (Mainstream Top 40)          | 32              |
| Francia (SNEP)                              | 52              |
| Hungría (Rádiós Top 40)                     | 1               |
| Irlanda (IRMA)                              | 14              |
| Nueva Zelanda (Recorded Music NZ)           | 28              |
| Países Bajos (Dutch Top 40)                 | 15              |
| Reino Unido (UK Singles Chart)              | 8               |

## Historial del lanzamiento
| Región      | Fecha                | Formato          | Sello      |
| ----------- | -------------------- | ---------------- | ---------- |
| Reino Unido | 8 de octubre de 2012 | Descarga Digital | Parlophone |